# Nathan Frank

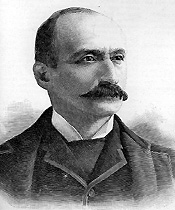
Nathan Frank

Nathan Frank (* 23. Februar 1852 in Peoria, Illinois; † 5. April 1931 in St. Louis, Missouri) war ein US-amerikanischer Politiker. Zwischen 1889 und 1891 vertrat er den Bundesstaat Missouri im US-Repräsentantenhaus.

## Werdegang
Nathan Frank besuchte die öffentlichen Schulen in Peoria und St. Louis. Danach studierte er an der Washington University in St. Louis. Nach einem anschließenden Jurastudium an der Harvard University und seiner 1871 erfolgten Zulassung als Rechtsanwalt begann er ab 1872 in St. Louis in diesem Beruf zu arbeiten. Gleichzeitig schlug er als Mitglied der Republikanischen Partei eine politische Laufbahn ein. Im Jahr 1886 kandidierte er erfolglos gegen John Milton Glover für das US-Repräsentantenhaus. Auch eine Wahlanfechtung blieb erfolglos. Bei den Kongresswahlen des Jahres 1888 wurde Frank dann aber im neunten Wahlbezirk von Missouri in das US-Repräsentantenhaus in Washington, D.C. gewählt, wo er am 4. März 1889 die Nachfolge von Glover antrat. Da er im Jahr 1890 auf eine erneute Kandidatur verzichtete, konnte er bis zum 3. März 1891 nur eine Legislaturperiode im Kongress absolvieren.
Nach seinem Ausscheiden aus dem US-Repräsentantenhaus stieg Nathan Frank in das Zeitungsgeschäft ein. Er gründete und leitete die Zeitung „St. Louis Star“. Außerdem war er weiterhin als Anwalt tätig. Im Jahr 1896 war er Delegierter zur Republican National Convention in St. Louis, auf der William McKinley als Präsidentschaftskandidat nominiert wurde. 1904 war Frank Vizepräsident der Louisiana Purchase Exposition, der Weltausstellung in St. Louis. In den Jahren 1910, 1916 und 1928 strebte er erfolglos die Nominierung seiner Partei für die Wahlen zum US-Senat an. Danach zog er sich in den Ruhestand zurück. Nathan Frank starb am 5. April 1931 in St. Louis.